# Ein Mann ein Wort
Ein Mann ein Wort è il terzo album da solista del rapper tedesco Massiv.

## Tracce
CD 1
1. Intro
2. Ich habe meine Träume wahr gemacht
3. Ein Mann ein Wort
4. Wir sind alle gleich
5. Teledin
6. Es tut mir leid
7. Weisst du wie es ist ?
8. 2 Redakteure (feat. Beirut)
9. Mama
10. Wir sind Kanacken
11. Der die Träume bewahrt
12. Palastine
13. Ich bin kein Berliner
14. Das ist mehr als nur Staßenrap
15. Der Löwe (feat. Beirut)
16. Zur Erinnerung
17. Ende der Zeit
18. Leichenwagen
19. Der Araber
20. 9 mm breit
21. Es gibt nichts was zu regeln ist

CD 2
1. Weg zum Erfolg
2. Prototyp Kanacke
3. Drive By